# Batallas de la guerra hispano-estadounidense
Lista de batallas de la guerra hispano-estadounidense. Incluye tanto los combates principales como varias escaramuzas de las que se tiene noticia durante la guerra hispano-estadounidense. Algunos hechos, tales como la afirmación de los puertorriqueños de que los cañones españoles en San Juan dispararon los primeros proyectiles de la guerra, no pueden ser confirmados por los informes oficiales. De esta forma, la lista incluye sólo aquellas batallas y escaramuzas que pueden ser oficialmente documentadas tras las declaraciones oficiales de guerra del 23 de abril (España) y 25 de abril (Estados Unidos).

## Lista de batallas
Leyenda:  – victoria española;  – victoria estadounidense;  – resultado indeciso.
- Abril de 1898
  - 4 de abril – Bombardeo de Matanzas (Cuba) por la Marina estadounidense – 
  - 26 de abril – El cañonero Juan Sebastián ElCano cerca de Iloílo (Filipinas) captura a la fragata mercante Saranac, que pretendía abastecer a la escuadra estadounidense anclada en Hong Kong con un total de 1.640 toneladas de carbón – . [1]

- Mayo de 1898
  - 1 de mayo – Batalla de Cavite. Fuerzas estadounidenses destruyen la escuadra española del Pacífico – 
  - 11 de mayo – Batalla de Cárdenas. Torpederas españolas derrotan a una flotilla de torpederas estadounidenses – 
  - 11 de mayo – Batalla de Cienfuegos. Los estadounidenses cortan el cable telegráfico de Cienfuegos tras dos intentos fallidos – 
  - 12 de mayo – El almirante William T. Sampson bombardea San Juan, Puerto Rico – 
  - 31 de mayo – La flota estadounidense intercambia disparos con el buque Cristóbal Colón y las fortificaciones de Santiago de Cuba –

- Junio de 1898
  - 3 de junio – Intento fallido por parte estadounidense de bloquear el puerto de Santiago hundiendo en su entrada al USS Merrimac– 
  - 10 de junio – Marines estadounidenses desembarcan en la bahía de Guantánamo, Cuba – 
  - 21 de junio – Toma de Guam por fuerzas estadounidenses. La isla Wake cae más tarde – 
  - 21 de junio – Guerrillas cubanas desembarcan en Sigua, Cuba – 
  - 22 de junio – Segunda batalla de San Juan: el USS San Pablo mantiene un bloqueo al derrotar a una salida española del contratorpedero Terror y el crucero Isabel II - 
  - 22 de junio – Tropas estadounidenses desembarcan en Daiquirí, Cuba. Encuentran las posiciones españolas abandonadas – 
  - 23 de junio – Escaramuza en Las Guásimas, Cuba. Rebeldes cubanos rechazados – 
  - 24 de junio – Batalla de las Guásimas. Las tropas estadounidenses encuentran resistencia española – 
  - 28 de junio – Tercera batalla de San Juan: un crucero auxiliar estadounidense derrota una escuadra española que trata de acabar con el bloqueo – 
  - 30 de junio – Batalla de Tayacoba: intento de desembarco estadounidense frustrado por los españoles – 
  - 30 de junio – Primera batalla de Manzanillo: unos cañoneros estadounidenses tratan de despejar el puerto de Manzanillo, pero son repelidos por la flota española –

- Julio de 1898
  - 1 de julio – Segunda batalla de Manzanillo: dos buques auxiliares estadounidenses tratan de hacer un reconocimiento al puerto de Manzanillo, pero son obligados a huir por una pequeña flota española - 
  - 1 de julio – Batallas en las colinas de Santiago: El Caney –  y Las Lomas de San Juan –  
 Feroz lucha por la capital de la provincia de Santiago de Cuba
  - 3 de julio – Comienza el asedio de Santiago. Batalla naval de Santiago de Cuba: La flota de Cervera es destruida – 
  - 10 de julio – Santiago de Cuba bombardeada por la flota estadounidense 
  - 14 de julio – Las tropas españolas consiguen rechazar un ataque estadounidense en el poblado de El Sueño – 
  - 16 de julio – La guarnición española de Santiago se rinde tras semanas de sitio – 
  - 21 de julio – Batalla de la Bahía de Nipe. Una pequeña flota estadounidense derrota a las cañoneras españolas y toman el control de la bahía – 
  - 23 de julio – Batalla de Mani-Mani. Los españoles impiden el desembarco de refuerzos cubanos – 
  - 25 de julio – Campaña de Puerto Rico. Tropas estadounidenses comienzan la invasión de Puerto Rico – 
  - 28 de julio – Las tropas españolas vencen en la Batalla de Fajardo – 
  - 31 de julio – Ataque nocturno español a las líneas estadounidenses en los alrededores de Manila, Filipinas –

- Agosto de 1898
  - 11 de agosto – Tropas estadounidenses ocupan Mayagüez, Puerto Rico. Tropas españolas rodean la ciudad para luchar una batalla que nunca sucederá – 
  - 12 de agosto- las tropas españolas consiguen repeler el ataque de las tropas norteamericanas en la población de Aibonito, en lo que sería conocido como la Batalla de Asomante – 
  - 13 de agosto – Batalla de Manila. Tropas estadounidenses capturan Manila en una batalla que fue pactada con los españoles para evitar que caiga en manos filipinas –

- 1899–1913
  - Enfrentamientos continuos en la guerra filipino-estadounidense que implican a soldados filipinos y españoles que rehúsan abandonar la lucha, siendo el más famoso de ellos el sitio de Baler (1898-1899).